# أرتور مولينا غوتيريز
أرتور مولينا غوتيريز (بالإسبانية: Arturo Molina Gutiérrez)‏ هو عالم مكسيكي، ولد في 1964 في ولاية واهاكا في المكسيك.